# Bengkala
Bengkala is een bestuurslaag in het regentschap Buleleng van de provincie Bali, Indonesië. Bengkala telt 2080 inwoners (volkstelling 2010).